# Курфюрство Саксония
Курфюрство Саксония (на немски: Kurfürstentum Sachsen, Kursachsen, Chursachsen) е територия на Свещената Римска империя, основана през 1356 г. чрез въздигането на херцогство Саксония-Витенберг в курфюрство от император Карл IV със Златната Була. Курфюрство Саксония влиза 1806 г. в новосъздаденото Кралство Саксония.
След измирането на мъжката линия на Асканите, през 1423 г. курфюрството преминава към Майсенските Ветини.